# اندومیون ۳۴۲
سیارک ۳۴۲ (به انگلیسی: 342 Endymion، نامگذاری:1892K) سیصد و چهل و دومین سیارک کشف شده‌است که در ۱۷ اکتبر ۱۸۹۲ و در هایدلبرگ کشف شد.
قدر مطلق سیارک برابر ۱۰٫۲۲ است.